# Тузенко Дмитро Володимирович
Дмитро́ Володи́мирович Тузенко (1989—2022) — сержант ОЗСП «Азов» Національної гвардії України, учасник російсько-української війни, що загинув у ході російського вторгнення в Україну в 2022 році.

## Життєпис
Народився 22 квітня 1989, м. Миколаїв.
Захищав Україну від 2014 року. До полку «Азов» долучився в 2015 році.

## Нагороди
- орден «За мужність» III ступеня (посмертно)[1]